# Sam Tsui
Sam Tsui tên đầy đủ là Samuel Tsui sinh ngày 2 tháng 5 năm 1989, là ca sĩ mạng người Mỹ bắt đầu thu hút được sự chú ý của thế giới qua trang mạng xã hội chia sẻ video YouTube. Anh nổi tiếng với những bản cover (hát lại), medley (liên khúc), mashup (hòa phối) các ca khúc nổi tiếng trên thế giới với phong cách đặc trưng là acoustic, acapella và doo wop. Hiện tại, Sam đang học tại trường Đại học Yale.
Sam đến từ vùng Blue Bell, tiểu bang Pennsylvania, Hoa Kỳ. Anh hợp tác với Kurt Schneider - producer (nhà sản xuất) và accompanist người đệm nhạc - học chung trường Wissahickon High School với anh. Anh cũng là thành viên của nhóm Davenport College và The Duke's Men of Yale. Dự kiến anh sẽ tốt nghiệp ngành Classical Greek (Văn minh Hy Lạp Cổ điển) vào năm 2011.
Sam và Kurt bắt đầu với nhau bằng một electronic keyboard (bàn phím điện tử), một thiết bị ghi âm và một GarageBand. Từ năm 2009, hai người bắt tay vào sản xuất một series (loạt phim) mang tên Musical - một phiên bản hài hước của High School Musical và đã thu hút hơn 170 triệu lượt xem và hơn 670 nghìn người đăng ký kênh HugoSchneider của các anh trên YouTube.
Tháng 11 năm 2009, Sam tham gia The Bonnie Hunt Show và biểu diễn ca khúc I Wanna Dance With Somebody (Who Loves Me) của huyền thoại Whitney Houston. Và tới ngày 22 tháng 2 năm 2010, Sam xuất hiện trên The Oprah Winfrey Show cùng Kurt Schneider và biểu diễn liên khúc các ca khúc kinh điển của "ông hoàng nhạc Pop" Michael Jackson. Ngoài ra, anh cũng từng xuất hiện trên ABC World News, It's On With Alexa Chung, The Ellen DeGeneres Show,...

## Danh sách đĩa nhạc

### Đĩa đơn
Sam từng phát hành 8 đĩa đơn: 2 ca khúc gốc được phát hành bởi hãng thu âm NoodleHouse Records và rất nhiều ca khúc hát lại được phát hành bởi Mud House Digital:
| Năm  | Tên                                                                        |
| ---- | -------------------------------------------------------------------------- |
| 2010 | "If I Die Young" (The Band Perry cover)                                    |
| 2010 | "Don't Want an Ending"                                                     |
| 2010 | "King of Anything" (Sara Bareilles cover)                                  |
| 2010 | "The Only Exception" (Paramore cover) (hợp tác với Kurt Schneider)         |
| 2010 | "For Good"(với Nick Pitera)                                                |
| 2011 | "In the Dark" (Dev cover)                                                  |
| 2011 | "Imagine" (với AHMIR)                                                      |
| 2011 | "Hold It Against Me" (Britney Spears cover)                                |
| 2011 | "Start Again"                                                              |
| 2011 | "Jar of Hearts" (Christina Perri cover)                                    |
| 2011 | "Born This Way" (Lady Gaga cover)                                          |
| 2011 | "Rolling in the Deep" (Adele cover)                                        |
| 2011 | "How to Love" (Lil Wayne cover)                                            |
| 2011 | "Someone Like You" (Adele cover)                                           |
| 2011 | "We Found Love" (Rihanna cover)                                            |
| 2011 | "Moves Like Jagger" (Maroon 5 cover)                                       |
| 2011 | "The One That Got Away" (Katy Perry cover)                                 |
| 2012 | "Domino" (Jessie J cover)                                                  |
| 2012 | "I Will Always Love You" (Whitney Houston tribute)                         |
| 2012 | "Stronger" (Kelly Clarkson cover)                                          |
| 2012 | "Somebody That I Used To Know" (Gotye cover)                               |
| 2012 | "We Are Young" (fun. cover)                                                |
| 2012 | "What Makes You Beautiful" (One Direction cover)                           |
| 2012 | "Britney Spears Medley" (Britney Spears cover)                             |
| 2012 | "Call Me Maybe" (Carly Rae Jepsen cover)                                   |
| 2012 | "Safe and Sound" (Taylor Swift cover)                                      |
| 2012 | "Wide Awake" (Katy Perry cover)                                            |
| 2012 | "Payphone" (Maroon 5 cover)                                                |
| 2012 | "Telephone" (Lady Gaga cover)                                              |
| 2012 | "Titanium" (David Guetta cover)                                            |
| 2012 | "Good Time" (Owl City và Carly Rae Jepsen cover) (hợp tác với Elle Winter) |

## Liên kết khác
- YouTube: http://www.youtube.com/user/KurtHugoSchneider
- MySpace: http://www.myspace.com/samtsui
- Facebook: http://www.facebook.com/SamTsuiMusic
- twitter: http://twitter.com/#!/SamuelTsui